# Freddy Lim
Freddy Lim (xinès tradicional: 林昶佐, pinyin: Lín Chǎngzuǒ; Taipei, 1 de febrer de 1976) és un polític, activista pels drets humans i músic taiwanès. Conegut per ser cantant i compositor del grup de death metal Chthonic. El 2015 va fundar el Partit del Nou Poder. Defén la independència taiwanesa, l'abolició de la pena capital i està a favor de la legalització del matrimoni entre membres del mateix sexe i l'ús de la marihuana a Taiwan.

## Inicis de la seua vida
Lim era un defensor de la unificació xinesa quan era un estudiant perquè va ser educat amb llibres de text sinocèntrics durant l'escola mitjana i secundària. Un diagnòstic d'ansietat durant l'escola mitjana el va fer no-apte per al servei militar. A la dècada del 1990 fundà el grup musical Chthonic.
Conegut a Taiwan freqüentment simplement com Freddy, Lim trià aquest nom pel personatge de terror Freddy Krueger. Als escenaris es pinta la cara amb corpsepaint a l'estil dels huit generals de l'infern i adopta el personatge de la "Cara esquerra de Maradou".
Dirigí Taiwan Rock Alliance (TRA), un club universitari de música rock que esdevingué una productora de concerts i EPs. TRA (abans de l'arribada de Lim s'anomenava North Collegiate Rock Alliance) va ser reconstruït per Lim convertint-lo en la xarxa de música independent de rock més important de Taiwan. El març de 2000 TRA van fer una sèrie de concerts anomenats "Say Yes to Taiwan", en els que s'afirma la identitat taiwanesa per a guanyar finançament per part del partit Partit Progressista Democràtic (PPD). També dirigeix el club The Wall.
El 2001 organitzà el festival Formoz, en el qual tocaven grups xinesos i taiwanesos per primera vegada. Pel 2001 no s'identificava totalment amb les idees independentistes mentre que sí rebutjava els dos partits majoritaris (Kuomintang i PPD) i afirmava la identitat taiwanesa. Eixe mateix any criticà negativament els Premis Melodia Daurada afirmant que els criteris no són realment la creativitat i el talent, sinó el gust popular.
El 2009 organitzà la campanya a favor de la independència del Tibet. El febrer d'eixe any ell i Doris Yeh, baixista de Chthonic, van fer campanya repartint fullets a les portes del Zoo de Taipei.
Lim fou elegit per a dirigir la secció taiwanesa d'Amnistia Internacional el 2010, càrrec que ocupà fins al 2014.
Lim també ha donat diners per a ajudar en casos de desastres.

## Carrera política
El gener de 2015, Lim fundà el Partit del Nou Poder. El mes següent Lim declarà la seua candidatura per a les eleccions generals del 2016, pretenent competir pel lloc del legislatiu del districte de Da'an de Taipei ocupat aleshores pel membre del Kuomintang Chiang Nai-shin. En una entrevista per a la BBC, Lim explicà que estava interessat en els assumptes del medi ambient i els drets humans i que al posar-se en una posició de ser responsable del país ha de començar a preocupar-se d'altres coses tan bàsiques com el tràfec i el crim. Unes setmanes després, Lim cessà la carrera contra el candidat del Partit Social Demòcrata Fan Yun, elegint anar contra l'aleshores legislador del Kuomintang legislator Lin Yu-fang a les circumscripció dels districtes de Zhongzheng i Wanhua. El desembre de 2016 Chthonic va fer un concert com a forma de fer campanya per Lim. Al concert van atendre unes vint mil persones. El candidat del Kuomintang Lin Yu-feng digué el 8 de gener de 2016 que no votaren a Lim, qui té "cabells més llargs que una dona i és mentalment anormal". Aquest comentari es va fer viral, donant en general una mala imatge al partit Kuomintang. El Partit Progressista Demòcrata no nominà candidats a la circumscripció, elegint donar el suport a Lim, qui derrotà Lin en les eleccions del 16 de gener de 2016.
El 16 de gener de 2016 es convertí en diputat del Yuan Legislatiu pel cinquè districte de Taiwan. Lim va ser assignat al Comitè de Defensa Nacional i Estrangera després d'ocupar el lloc. Ocupant el càrrec d'aquest comitè visità les Nacions Unides per parlar-hi sobre l'assumpte de la independència de Taiwan. El març d'eixe any va demanar al president (Ma Ying-jeou (馬英九)) i al president electe (Tsai Ing-wen (蔡英文)) que deixaren al Dalai Lama visitar Taiwan. L'octubre, Lim anuncià la formació d'una designació al Tibet al Yuan Legislatiu (Grup Parlamentari Taiwanès pel Tibet), amb ell mateix com a líder de la designació. Lim es reuní amb el Dalai Lama com a polític el setembre de 2016.